# Parvoscincus steerei
Espèce
Synonymes
- Sphenomorphus steerei Stejneger, 1908

Statut de conservation UICN

 LC  : Préoccupation mineure
Parvoscincus steerei est une espèce de sauriens de la famille des Scincidae.

## Répartition

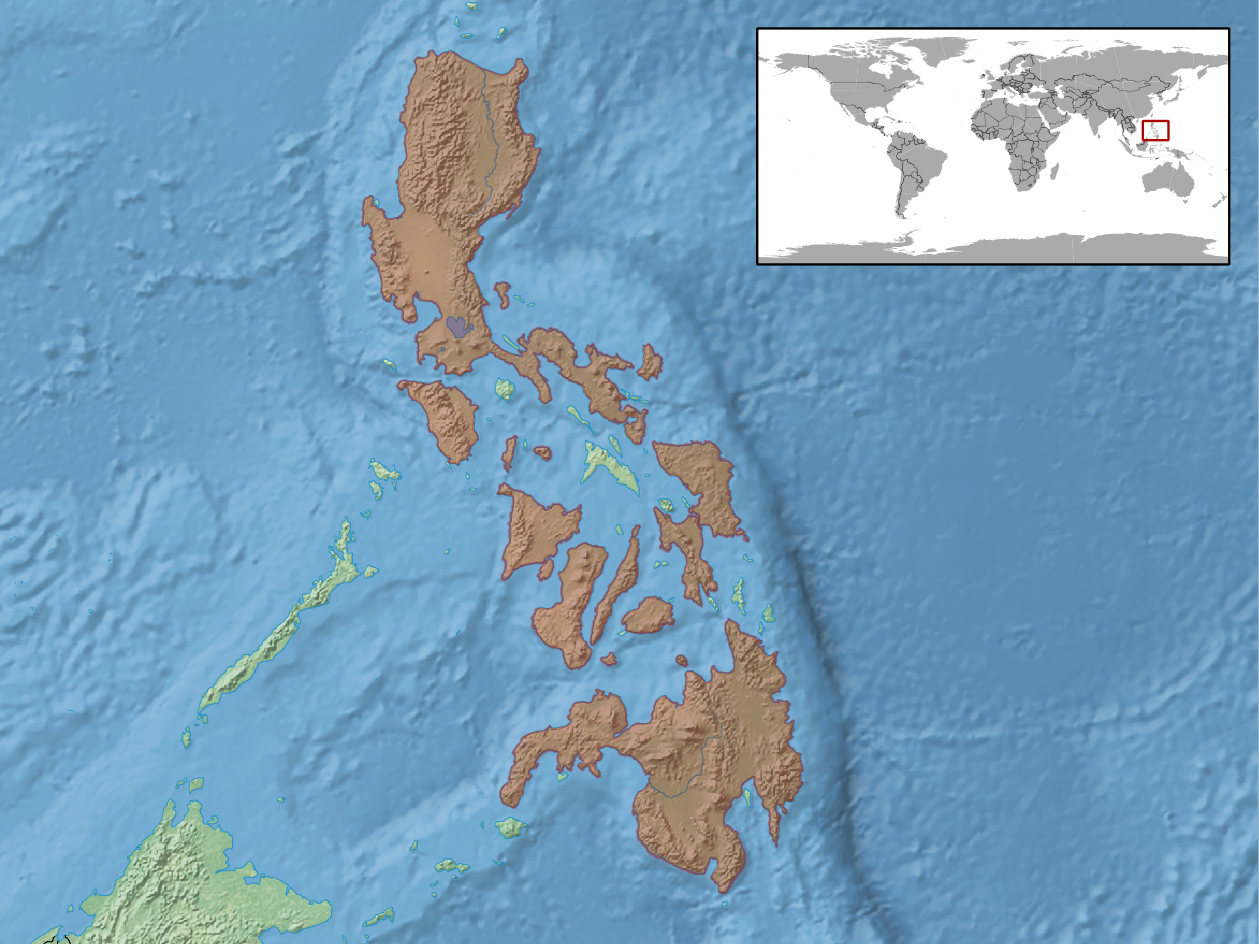
Répartition de l'espèce.

Cette espèce est endémique des Philippines.

## Étymologie
Cette espèce est nommée en l'honneur de Joseph Beal Steere.

## Publication originale
- Stejneger, 1908 : Three new species of lizards from the Philippine Islands. Proceedings of the United States National Museum, vol. 34, p. 199-204 (texte intégral).